# Єдиний державний реєстр юридичних осіб, фізичних осіб-підприємців та громадських формувань
Єдиний державний реєстр юридичних осіб, фізичних осіб-підприємців та громадських формувань (ЄДР) — публічний реєстр юридичних осіб України, що виконує роль державного контролю та захисту прав юридичних осіб, громадських формувань та підприємців України, а також захисту прав третіх осіб у правовідносинах з ними.[джерело не вказане 351 день]
| | Єдина державна інформаційна система, що забезпечує збирання, накопичення, обробку, захист, облік та надання інформації про юридичних осіб, фізичних осіб — підприємців та громадські формування, що не мають статусу юридичної особи |
| — Закон України «Про державну реєстрацію юридичних осіб та фізичних осіб-підприємців» від 15 травня 2003 р. (в редакції від 26 листопада 2015 року — «Про державну реєстрацію юридичних осіб, фізичних осіб — підприємців та громадських формувань») | |

## Мета
Реєстр створений з метою захисту прав кредиторів і третіх осіб у відносинах з юридичною особою і підприємцем через надання публічного доступу до інформації про юридичну особу і підприємця.

## Історія створення
Закон набув чинності 1 липня 2004 р., а порядок надання відомостей з реєстру був оприлюднений 23 липня 2004 р.
Автори законодавчої ініціативи (народні депутати Єхануров Ю., Хомутинник В.) у пояснювальній записці зазначали, що «відсутність національного Реєстру суб'єктів підприємництва з відкритим доступом до його інформаційного ресурсу гальмує розвиток прозорого, чесного бізнесу, сприяє виникненню так званих «фіктивних» підприємницьких структур. Крім того, до такого стану призводить і розпорошеність інформації про суб'єктів підприємництва по різних відомчим реєстрам, до того ж частина з них об'єктивно є закритими (наприклад — Державний Реєстр фізичних осіб-платників податків, який ведеться Державною податковою адміністрацією). Тобто, відкритість Реєстру, як це передбачається вимогами законодавства ЄС, зокрема порядком функціонування Європейського реєстру бізнесу, неможлива при веденні такого реєстру контролюючими або силовими органами». У записці зазначається, що проектом Закону враховано вимоги Директив Ради ЄС щодо реєстрації суб'єктів бізнесу, зокрема:
- Першої директиви Ради 68/151/ЕЕС від 09.03.68[4][5].
- Другої директиви Ради 77/91/ЕЕС від 13.12.76[6].

Автори стверджували, що прийняття закону дозволить:
- «створити гармонізовану з європейською системою реєстрації бізнесу вітчизняну систему реєстрації суб'єктів господарської діяльності;
- гармонізувати законодавство України щодо реєстрації відповідно до вимог Європейського Союзу та підняти українську систему реєстрації суб'єктів господарювання на європейський рівень (що є вимогою Ради ЄС)».

Докладніше про адаптацію законодавства України до «вимог» Європейського Союзу див. статтю Адаптація законодавства

## Адміністратор та розпорядник
Розпорядником інформації реєстру є департамент реєстрації Міністерства юстиції. Технічним адміністратором до 2016 року було ДП «Інформаційно-ресурсний центр», а з 2016 року — ДП «Національні інформаційні системи».

## Надання інформації з реєстру
Інформація з реєстру надається будь-яким державним реєстратором за письмовим запитом будь-якої зацікавленої особи за плату протягом 5 робочих днів.
Інформація надається у вигляді витягу з реєстру (витяг) або довідки про наявність або відсутність у реєстрі інформації, яка запитується (довідка). Інформація про особу, яка її запитує, надається реєстратором за місцезнаходженням такої особи у формі виписки з реєстру. Витяг, довідка і виписка оформлюються на бланках суворої звітності, які мають облікову серію і номер.
Для запиту і отримання інформації з реєстру засобами електронного зв'язку або через мережу Інтернет у 2011 році було організовано сервіс на сайті Мінюста.
Видача копій документів, на підставі яких було внесено інформацію до реєстру, забороняється.

### Ера відкритих даних
У 2016 році, на виконання змін до ЗУ «Про доступ до публічної інформації», було впроваджено нову форму надання інформації — у формі відкритих даних. Проте у такому форматі опубліковано не більше 25 % інформації реєстру.
У 2019 році було видано наказ, яким повинно бути забезпечено оприлюднення повної інформації ЄДР у форматі відкритих даних, але фактично він не виконувався.

## Інформація, яка підлягає розкриттю

### Щодо юридичної особи
Стаття 17 Закону зокрема включає неповний перелік інформації щодо юридичної особи, яка подається заявником:
- найменування, організаційно-правову форму, місцезнаходження юридичної особи, її ідентифікаційний код, види діяльності;
- осіб, які мають право вчиняти юридичні дії від імені юридичної особи без довіреності, в тому числі підписувати договори;
- наявність обмежень щодо представництва від імені юридичної особи;
- перелік засновників (учасників) юридичної особи, включаючи найменування, місце знаходження та ідентифікаційний код юридичної особи або ім'я, місце проживання, ідентифікаційний номер фізичної особи;
- розмір статутного фонду (статутного або складеного капіталу), в тому числі частки кожного із засновників (учасників), а також розмір сплаченого статутного фонду (статутного або складеного капіталу) на дату проведення державної реєстрації та дату закінчення його формування;
- установчі документи, дати та номери записів про внесення змін до них, також підстави для відмови у проведенні державної реєстрації змін до установчих документів;
- відокремлені підрозділи юридичної особи;
- перебування юридичної особи в процесі припинення, зокрема дата реєстрації рішення засновників (учасників) або уповноважених ними органів про припинення юридичної особи, відомості про комісію з припинення (ліквідатора, ліквідаційну комісію тощо);
- центральний чи місцевий орган виконавчої влади, до сфери управління якого належить державне підприємство або частка держави у статутному фонді юридичної особи, якщо ця частка становить не менше 25 відсотків;
- дату постановки на облік та дату зняття з обліку в органах статистики, державної податкової служби, Пенсійного фонду України, фондів соціального страхування;
- юридичних осіб, правонаступником яких є зареєстрована юридична особа, а також дані про юридичних осіб — правонаступників;
- номер та дату розпорядження про скасування реєстрації випуску акцій, винесеного уповноваженою особою Державної комісії з цінних паперів та фондового ринку.

З метою приведення положень Закону у відповідність із Першою директивою 68/151//ЄЕС Ради Європейських Співтовариств від 9 березня 1968 року. Законом від 9 лютого 2006 року перелік інформації, яка підлягає обов'язковому включенню до реєстру, було розширено шляхом включення до нього:
- інформації про осіб, які обираються (призначаються) до органу управління юридичної особи
- фінансової звітності про господарську діяльність юридичної особи у складі балансу[15] і звіту про річні фінансові результати[16].

#### Розкриття фінансової інформації
S. Grundmann, автор німецького підручника з європейського корпоративного права, зазначає з цього приводу, що «прийняття державами-членами рішення про розкриття фінансової звітності, можливо, було одним з найважливіших кроків у розвитку філософії розкриття корпоративної інформації в Європейському праві компаній».

### Щодо підприємців
До реєстру включається:
- Ідентифікаційний номер фізичної особи — платника податків або номер та серія паспорта (для фізичних осіб, які через свої релігійні або інші переконання відмовляються від прийняття ідентифікаційного номера, офіційно повідомили про це відповідні органи державної влади і мають відмітку у паспорті). Однак відповідно до ст. 20 Закону, ідентифікаційні номери фізичних осіб не є загальнодоступними.
- Інформація про місце проживання фізичної особи-підприємця (є загальнодоступною, і відносно неї спеціальної процедури її розкриття не передбачено).

За винятком текстів статутів (див. розділ «Реєстраційні справи і статути»), український перелік повністю відтворює перелік документів і інформації, які підлягають розкриттю відповідно до Першої директиви.

### Додаткова інформація
Крім того, український закон вимагає розкриття деякої додаткової інформації (зокрема, інформації щодо правонаступництва; органу управління державною часткою; інформації про скасування реєстрації випуску акцій тощо). Для порівняння, російський закон вимагає включення до реєстру також відомостей про:
- держателів реєстрів акціонерів (щодо акціонерних товариств),
- отримані особою ліцензії,
- відкриті банківські рахунки,
- спосіб заснування юридичної особи (створення або реорганізація), спосіб припинення (шляхом ліквідації або реорганізації).